# Sjafieten
De sjafieten zijn de aanhangers van het sjafisme of shafisme, een van de vier soennitische islamitische rechtsscholen (madhhabs) ten aanzien van de godsdienstige wet, de fikh. De andere drie scholen zijn hanbalisme, malikisme en hanafisme.
Deze madhhab werd in het leven geroepen door Mohammed al-Shafi'i, die ook de vier bronnen van het islamitisch recht definieerde. Al-Shafi'i kwam hiertoe, vanwege zijn afkeuring van het hanafitische principe om de rechterlijke, persoonlijke voorkeur mee te wegen, het zogenaamde istihsan. Daarnaast wees hij het gebruik van de malikieten af waarbij de gebruiken van Medina worden toegepast. Volgens al-Shafi'i was dit alleen toegestaan als deze bevestigd worden door de Hadith.
In de middeleeuwen nam het sjafisme in veel islamitische centra van het Midden-Oosten een dominante positie in.
Het sjafisme is voornamelijk te vinden onder soennitische moslims in Indonesië, Maleisië, Noord-Egypte, Palestina, Koerdistan, Jemen, Oost-Afrika en Centraal-Azië. De contacten tussen Nederland en de sjafi'itische moslims is al vroeg tot stand gekomen door de vroegere kolonisatie van Indonesië.
Het naast elkaar bestaan van vier verschillende scholen met betrekking tot de interpretatie van godsdienstige wetten binnen de soennitische islam moet niet als een schisma worden gezien. Er bestaat tussen de verschillende madhhabs weinig tot geen vijandigheid. Er is een kruisbestuiving van ideeën en debat dat er toe dient de leerstellingen van iedere school te verfijnen.
Het is niet ongewoon of verboden, dat een individu een bepaalde school volgt, maar voor een bepaalde kwestie het standpunt van een andere school inneemt.